# Hiroshima Toyo Carp
O Hiroshima Toyo Carp (em japonês: 広島東洋カープ Hiroshima Tōyō Kāpu)[carece de fontes?] é uma equipa de beisebol com sede em Hiroshima no Japão que joga na liga Nippon Professional Baseball. Em 2018 perderam a Japão Séries para os Softbank Hawks 4 - 1. Foram 3 vezes Japão Um (1979, 1980, 1984) e 9 vezes vencedores de conferência (1975 1979 1980 1984 1986 1991 2016 2017 2018).[carece de fontes?]

## História
Foi fundada em 1949 por 正力松太郎.
Carp vem de 鯉 (Carpa)